# قلعه زیرزمینی شکوه‌آباد
قلعه زیرزمینی شکوه آباد مربوط به دوران‌های تاریخی پس از اسلام است و در شهرستان قروه، روستای شکوه آباد واقع شده و این اثر در تاریخ ۲۵ اسفند ۱۳۷۹ با شمارهٔ ثبت ۳۶۰۳ به‌عنوان یکی از آثار ملی ایران به ثبت رسیده است.